# ArchINFORM
ArchINFORM 是一个世界范围内的建筑及建筑师的网络资源库。最初是1994年由德国卡尔斯鲁厄大学建筑系的学生收集整理而成，1996年成为網路资源库。